# Женщина с приросшим эмбрионом
«Женщина с приросшим эмбрионом» (англ. Conjoined Fetus Lady) — эпизод 205 (№ 18) сериала «Южный Парк». Его премьера состоялась 3 июня 1998 года.

## Сюжет
В школе мальчики играют в доджбол. Кайл дразнит Пипа, и тот разбивает Кайлу нос в кровь броском мяча. Кайл вынужден идти к школьной медсестре Голлум, о внешности которой ходят ужасные слухи. Он приходит в ужас, когда обнаруживает, что с головы медсестры свисает мёртвый эмбрион. Оказывается, медсестра Голлум больна (вымышленным) заболеванием, названным «мислексия сросшихся близнецов». Услышав об этом, ребята начинают обсуждать её и издеваться. Шейла Брофловски, слыша это, объясняет ребятам, что иногда во время развития близнецов в утробе один из них погибает. Также, она заявляет, что иногда мёртвый близнец может находиться даже внутри живого близнеца, никак себя не обнаруживая. Это приводит детей в ужас. Стэн впечатляется настолько, что, прибежав домой, пытается расколоть свою голову ножом для колки льда, крича: «Я должен его извлечь!». Шэрон Марш в гневе заявляет Шейле по телефону: «В следующий раз, когда захочешь испугать моего сына, сядь на шоссе и жди, пока тебя переедет грузовик!». Шейла же тем временем хочет исправить людскую неосведомлённость о мислексии сросшихся близнецов; для этого она приглашает медсестру на ужин, а затем объявляет в Саут-Парке «Неделю мислексии сросшихся близнецов» ради единственной во всём городе больной, которой это, однако, вовсе не приносит радости.
Тем временем школьная доджбольная команда успешно выступает на соревнованиях, неожиданно выигрывая чемпионат штата в Денвере. Победа одержана благодаря Пипу, который снова разозлился, когда его назвали французом; эта злость вылилась в несколько сильнейших ударов, которые и привели команду к успеху. Затем следует техническая победа на чемпионате страны в Вашингтоне. Вашингтонская команда отказывается играть, так как победителю предстоит играть с китайскими детьми, которые тренируются круглый год, занимаются только доджболом и принимают допинг. Дети на своём школьном автобусе приезжают на финал чемпионата мира в Китай. Во время финального матча обнаруживается, что команда Китая действительно очень сильна, и в результате все, кроме Пипа, выбывают из матча, получив различные травмы.
Сидя на скамейке, вся команда, во главе с Шефом, понимает, что доджбол не настолько важен для них, чтобы столь увлекаться им, и что, пожалуй, лучше проиграть, чтобы не пришлось в следующем году отстаивать чемпионский титул. Тем временем Пип, разъярённый после того, как по подсказке детей китайцы называют его французом, проводит один сверхмощный удар, в результате которого повержена вся китайская команда. Америка победила, но дети выказывают Пипу своё недовольство, поскольку доджбол надоел им именно в этот момент.
В это время в Саут-Парке жители надевают на головы искусственных близнецов, устраивают парад почётных сросшихся близнецов, в котором участвует только медсестра Голлум, и снимают всё это на видео. Во время своей речи медсестра Голлум сердито заявляет, что никогда не хотела повышенного внимания или особого отношения, и что, обращая на неё внимание, люди заставляют её чувствовать себя не такой, как все. Она говорит, что хотела бы, чтоб к ней относились как ко всем жителям города, подшучивали и подкалывали иногда. Затем она уходит. Взрослые поражены неблагодарностью сестры Голлум, а детям она неожиданно начинает казаться «классной». В конце Картман говорит: «Я люблю вас, пацаны»; когда Стэн и Кайл поворачиваются к нему в недоумении, он сердито ворчит «Да пошли вы…»

## Смерть Кенни
Кенни размазан по кирпичной стене броском мяча китайского спортсмена в финальной игре чемпионата мира в Китае. Стэн в ужасе кричит: «О, боже мой! Они убили Кенни!» А Кайл, пострадавший до этого от аналогичного броска, с трудом добавляет: «Сволочи…».

## Персонажи
В этом эпизоде впервые (не считая невыпущенной версии эпизода «Картман и анальный зонд», где у неё не было приросшего эмбриона) появляется медсестра Голлум.

## Факты

### Мислексия сросшихся близнецов
Заболевания с таким названием не существует. Известен симптом паразитирования близнецов, при котором из двух зародышей один вырастает в жизнеспособного человека. Оставшийся зародыш или рассасывается в теле живущего, или развивается снаружи.
В последнем случае он удаляется хирургическим вмешательством. На официальном сайте создатели сериала ответили, что выдумали это заболевание, так как не сочли возможным смеяться над реальной болезнью.